# Missie medaille
Missie medaille is een Belgische vijfdelige sportdocumentaire die Belgische atleten volgde voor en tijdens de Olympische Zomerspelen 2024. De vijf afleveringen werden uitgebracht bij Streamz en dan uitgebreid vanaf 16 oktober 2024 op VRT 1.

## Inhoud
De vijf afleveringen volgden de sporters in aanloop naar de Olympische Zomerspelen 2024. Een eerste versie werd in juli 2024 al beschikbaar via Streamz. In oktober 2024 werden deze uitgezonden op VRT 1⁣, maar dan uitgebreid met de prestaties tijdens de Olympische Spelen. Alleen de Belgian 3×3 Lions konden zich niet plaatsen voor de Olympische Spelen.

## Afleveringen
| Afl. | Titel         | Regisseur                   | Uitzending       | Kijkcijfers |
| ---- | ------------- | --------------------------- | ---------------- | ----------- |
| 1.   | Belgian Cats  | Wim Bonte                   | 16 oktober 2024  |             |
| 2.   | Lotte Kopecky | Ibbe Daniëls                | 23 oktober 2024  |             |
| 3.   | Red Lions     | Dennis Van Esser            | 30 oktober 2024  |             |
| 4.   | Oshin Derieuw | Leendert Derck Norman Baert | 6 november 2024  |             |
| 5.   | 3x3 Lions     | Dennis Van Esser            | 13 november 2024 |             |